# Paul Lincke

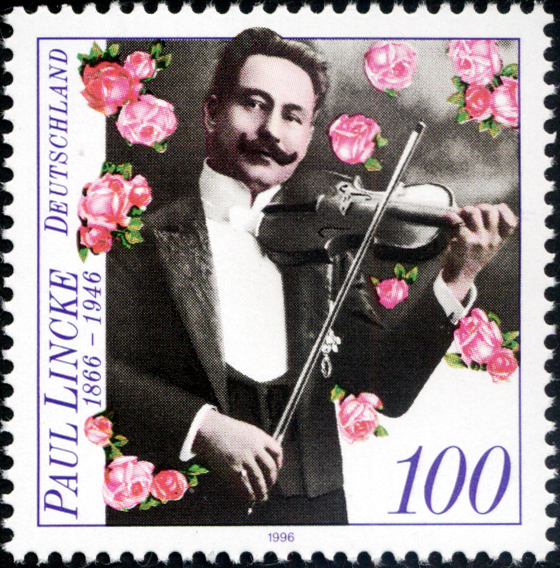
Paul Lincke, 1996.

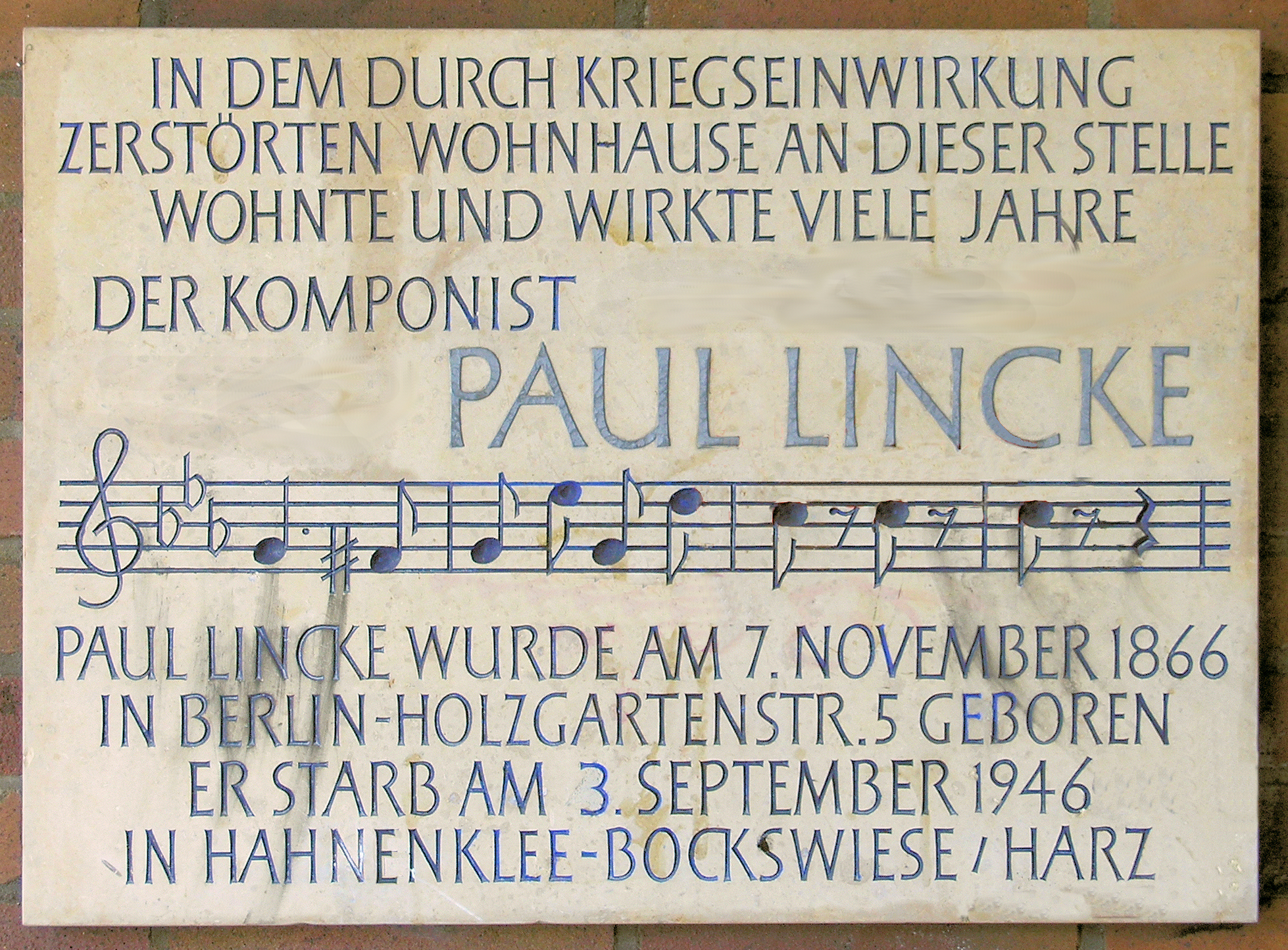
Memorial Oranienstrasse 64, Berlin.

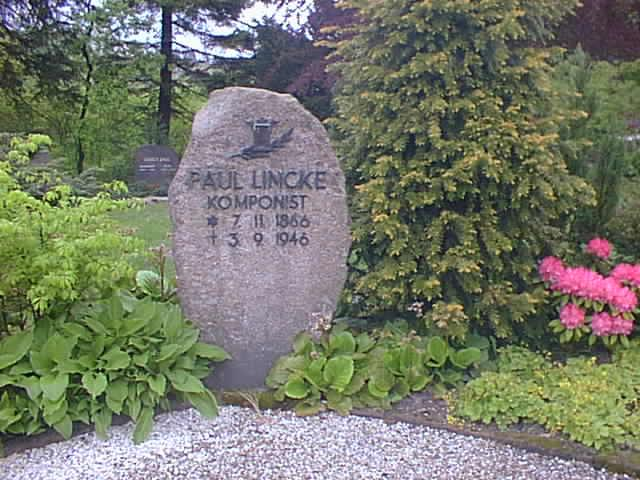
Hahneklee 2004

Carl Emil Paul Lincke (Berlín, 7 de noviembre de 1866 - Hannenklee, 3 de septiembre de 1946) fue un compositor alemán cuya canción Berliner Luft ("Aires de Berlín") se convirtió en el himno de su ciudad natal, Berlín. Considerado el padre de la opereta berlinesa, es el equivalente de Berlín a Jacques Offenbach en París y Johann Strauss en Viena.
Estudió en la Wittenberger Stadtkapelle y comenzó su carrera como director de una banda. Trabajó con gran éxito en los teatros berlineses Apollo y Metropol, éxitos que lo llevaron al Folies-Bergere de París por dos años.
La marcha Berliner Luft proviene de su opereta Frau Luna (1899) sobre el viaje a la Luna en un globo por un grupo de miembros de la alta clase berlinesa.
Otras operetas destacadas de su catálogo compositivo son Im Reiche des Indra y Lysistrata cuya canción "Das Glühwürmchen" ("La luciérnaga") se hizo internacionalmente famosa en las versiones inglesas de Lilla Cayley Robinson, Johnny Mercer y otros.
Se casó en 1893 con la joven soubrette y actriz Anna Müller-Lincke (1869-1935) y mantuvo una larga relación con la actriz Ellen Sousa con quien tuvo un hijo. Nunca se casaron ante la negativa de ella. Fue declarado ciudadano ilustre de Berlín y en 1943 mientras dirigía en Marienbad su apartamento de la calle Oranien fue bombardeado, no regresando nunca más a Berlín.
Fue el compositor de la danza escuchada en la película Titanic mientras la nave se hunde.
Berliner Luft es el bis tradicional de la Orquesta Filarmónica de Berlín y se ejecuta durante celebraciones como año nuevo. También fue interpretado por Plácido Domingo en las celebraciones del 20 aniversario de la caída del muro de Berlín.

## Operetas
- Venus auf Erden (Berlín, 1897)
- Frau Luna (Berlín, 1899)[4]
- Im Reiche des Indra (Berlín, 1899)
- Lysistrata (Berlín, 1902)
- Casanova (Darmstadt, 1913)
- Ein Liebestraum (Hamburgo, 1940)